# Fátima Aburto Baselga
María Rosario Fátima Aburto Baselga est une femme politique espagnole née le 11 février 1949 à Madrid. 
Licenciée en chirurgie et en médecine, et spécialiste en pédiatrie, Fátima Aburto Baselga exerce en qualité de néonatalogue. Elle a notamment occupé des fonctions à l'hôpital de Huelva. Impliquée au sein du Parti socialiste ouvrier espagnol, elle intègre le comité fédéral du parti entre 1996 et 2000, période lors de laquelle elle siège au Sénat, où elle est porte-parole de la commission sur l'étude de la prostitution en Espagne, et de la commission des Affaires étrangères. Elle a alors participé aux travaux du Traité de Nice et sur l'élargissement de l'Union européenne.
Elle entre au Congrès des députés en 2004, en qualité de députée de la province de Huelva, en Andalousie. Elle est réélue en 2008. Au sein de la chambre basse, elle siège dans différentes commissions : commission des Affaires étrangères, commission mixte des affaires européennes, et commission de la Santé et de la consommation, dont elle est la première vice-présidente. Par ailleurs, elle participe aux travaux de la commission de l'Industrie, du tourisme et du commerce, et est membre suppléant de deux délégations espagnoles : la délégation à l'assemblée parlementaire du Conseil de l'Europe, et la délégation à l'assemblée de l'Union de l'Europe occidentale. Elle est également membre de l'intergroupe pour le Sahara occidental.